# Funció K
|  | Aquest article tracta sobre la funció K. Si cerqueu funció-k, vegeu «Funció de Bateman». |

En matemàtiques, la funció K, normalment escrit K(z), és una funció especial que constitueix una extensió a un domini complex de la seqüència de nombres enters hiperfactorials H(n) de Neil Sloane i Simon Plouffe, així com la funció gamma és una extensió complexa de la successió dels factorials.

## Definició
Formalment, la funció K es defineix com
{\displaystyle K(z)=(2\pi )^{(-z+1)/2}\exp \left[{\begin{pmatrix}z\\2\end{pmatrix}}+\int _{0}^{z-1}\ln(\Gamma (t+1))\,dt\right].}
També es pot donar en forma tancada com
{\displaystyle K(z)=\exp \left[\zeta ^{\prime }(-1,z)-\zeta ^{\prime }(-1)\right]}
on ζ'(z) denota la derivada de la funció zeta de Riemann, i ζ(a,z) denota la funció zeta de Hurwitz, i
{\displaystyle \zeta ^{\prime }(a,z)\ {\stackrel {\mathrm {def} }{=}}\ \left[{\frac {\partial \zeta (s,z)}{\partial s}}\right]_{s=a}.}
Una altra funció, usant la funció poligamma, és
{\displaystyle K(z)=\exp \left(\psi ^{(-2)}(z)+{\frac {z^{2}-z}{2}}-{\frac {z}{2}}\ln(2\pi )\right)}
O usant la generalització equilibrada de la funció poligamma:
{\displaystyle K(z)=Ae^{\psi (-2,z)+{\frac {z^{2}-z}{2}}}}
on A és la constant de Glaisher-Kinkelin.
Més prosaicament, es pot escriure
{\displaystyle K(n+1)=1^{1}\,2^{2}\,3^{3}\cdots n^{n}.}
o
{\displaystyle K(n)=1^{1}\,2^{2}\,3^{3}\cdots (n-1)^{n-1}.}
El 2003, Benoit Cloitre va demostrar que
{\displaystyle {\frac {1}{K(n)}}=(-1)^{n}{\mbox{det}}{\begin{vmatrix}-1&-1&-1&\cdots &-1\\{1 \over 2}&{1 \over 4}&{1 \over 8}&\cdots &{1 \over 2^{n}}\\-{1 \over 3}&-{1 \over 9}&-{1 \over 27}&\cdots &-{1 \over 3^{n}}\\\vdots &\vdots &\vdots &\ddots &\vdots \\{(-1)^{n} \over n}&{(-1)^{n} \over n^{2}}&{(-1)^{n} \over n^{3}}&\cdots &{(-1)^{n} \over n^{n}}\\\end{vmatrix}}}

## Relació amb la funció G-Barnes
La funció K està estretament relacionada amb la funció gamma i amb la funció G-Barnes; per als nombres naturals n, tenim
{\displaystyle K(n)={\frac {(\Gamma (n))^{n-1}}{G(n)}}.}
També tenim
{\displaystyle K(z)\cdot G(z)=\exp \left\{(z-1)\cdot \log[\Gamma (z)]\right\},}
per a tot {\displaystyle z\in \mathbb {C} .}

## Valors particulars
Els primers valors de la funció són:
K(0) = 1
K(1) = 1
K(2) = 4
K(3) = 108
K(4) = 27.648
K(5) = 86.400.000
K(6) = 4.031.078.400.000
K(7) = 3.319.766.398.771.200.000
K(8) = 55.696.437.941.726.556.979.200.000
K(9) = 21.577.941.222.941.856.209.168.026.828.800.000
K(10) = 215.779.412.229.418.562.091.680.268.288.000.000.000.000.000
El valor de {\displaystyle K({\tfrac {1}{2}})} ve donat per
{\displaystyle K({\tfrac {1}{2}})={\frac {A^{3/2}}{2^{1/24}\cdot e^{1/8}}}}
on {\displaystyle A} representa la constant de Glaisher-Kinkelin.